# Gleb Syrica
Gleb Syrica (rusky Глеб Сырица; * 14. dubna 2000) je ruský profesionální silniční a dráhový cyklista jezdící za UCI WorldTeam Astana Qazaqstan Team.

## Hlavní výsledky

### Silniční cyklistika
2019
10. místo Circuito del Porto
2020
2. místo Grand Prix Mount Erciyes
2021
vítěz Circuito del Porto
2022
Tour de Langkawi
vítěz 1. etapy
2023
Tour de Langkawi
vítěz etap 2 a 8
2024
5. místo Clàssica Comunitat Valenciana 1969

### Dráhová cyklistika
2017
Mistrovství světa juniorů
 vítěz týmové stíhačky
 2. místo madison (s Lvem Gonovem)
Mistrovství Evropy juniorů
 vítěz týmové stíhačky
UCI World Cup, Minsk
 3. místo týmová stíhačka
Národní šampionát
2. místo týmová stíhačka
2018
Mistrovství světa juniorů
 2. místo madison (s Lvem Gonovem)
 3. místo individuální stíhačka
Národní šampionát
 vítěz týmové stíhačky
2. místo madison
Mistrovství Evropy juniorů
 3. místo týmová stíhačka
2019
Evropské hry
 vítěz týmové stíhačky
Mistrovství Evropy do 23 let
 vítěz týmové stíhačky
Národní šampionát
 vítěz týmové stíhačky
2. místo madison
2020
Mistrovství Evropy do 23 let
 vítěz bodovacího závodu
 vítěz omnia
 vítěz týmové stíhačky
Národní šampionát
 vítěz omnia
2. místo madison
2021
UCI Nations Cup, Petrohrad
 vítěz individuální stíhačky
 vítěz týmové stíhačky
Národní šampionát
 vítěz madisonu (s Vlasem Šičkinem)
 vítěz individuální stíhačky
 vítěz týmové stíhačky